# 高尾山 (静岡県島田市・牧之原市)
高尾山（たかおやま）は、静岡県島田市と同県牧之原市の境界にある山。近隣はオオタカの営巣地であることで知られる。
山の真下辺りには、東海道新幹線の第一高尾山トンネルが伸びている。標高は200mであったが、近年、北西にある物見塚と共に、静岡県が主導する静岡空港建設のために切り開かれた。

## ギャラリー

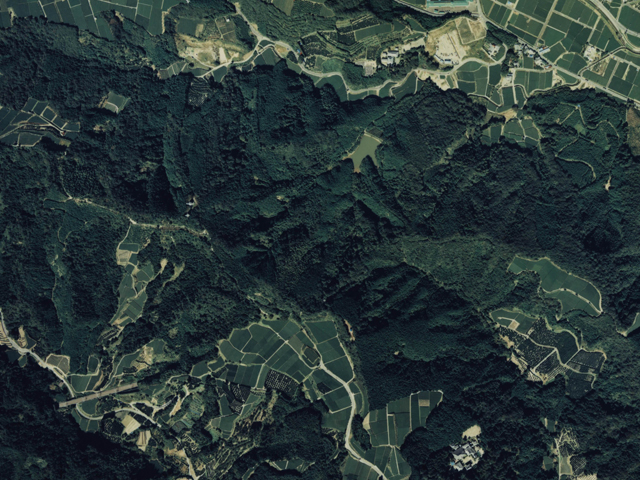
1988年の状態（中央辺りが高尾山）
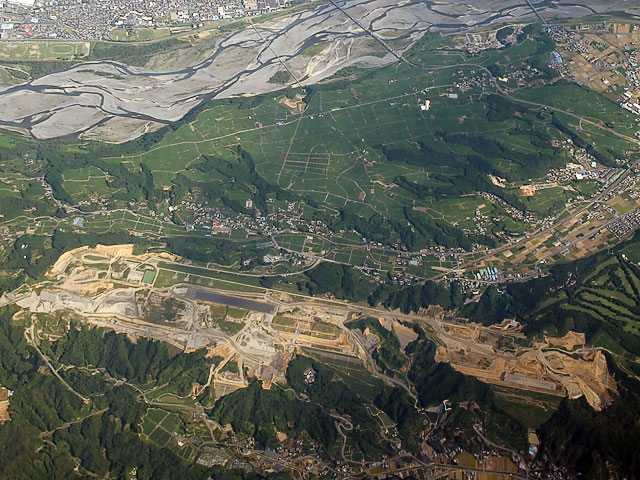
2006年9月の状態（中央から下辺りが高尾山）